# Lundaspråket
Lundaspråket är ett bantuspråk som talas i Angola, Zambia och Demokratiska republiken Kongo. Lundafolket kom från Lundariket som var självständigt fram till Berlinkonferensen då Europas stormakter delade upp Afrika i kolonier. Det finns radiostationer som sänder på lundaspråtket och det är ett skolämne i provinserna Lunda Norte och Lunda Sul mot gränsen till Zambia och Kongo.
Lundafolket är kända för sin konstnärliga skicklighet vad gäller skulptur och sandmålning. Deras bostäder dekoreras med väggmålningar bestående av geometriska mönster.